# Zola hebe
Zola hebe är en fjärilsart som beskrevs av George Thomas Bethune-Baker 1915. Zola hebe ingår i släktet Zola och familjen mätare. Inga underarter finns listade i Catalogue of Life.